# Penzlin
Penzlin  är en mindre stad i det nordtyska förbundslandet Mecklenburg-Vorpommern.
Staden ingår i kommunalförbundet Amt Penzliner Land tillsammans med kommunerna Ankershagen, Kuckssee och Möllenhagen.

## Geografi
Penzlin är beläget mellan städerna Waren och Neubrandenburg i distriktet Mecklenburgische Seenplatte. Väster om staden ligger nationalparken Müritz.

## Historia

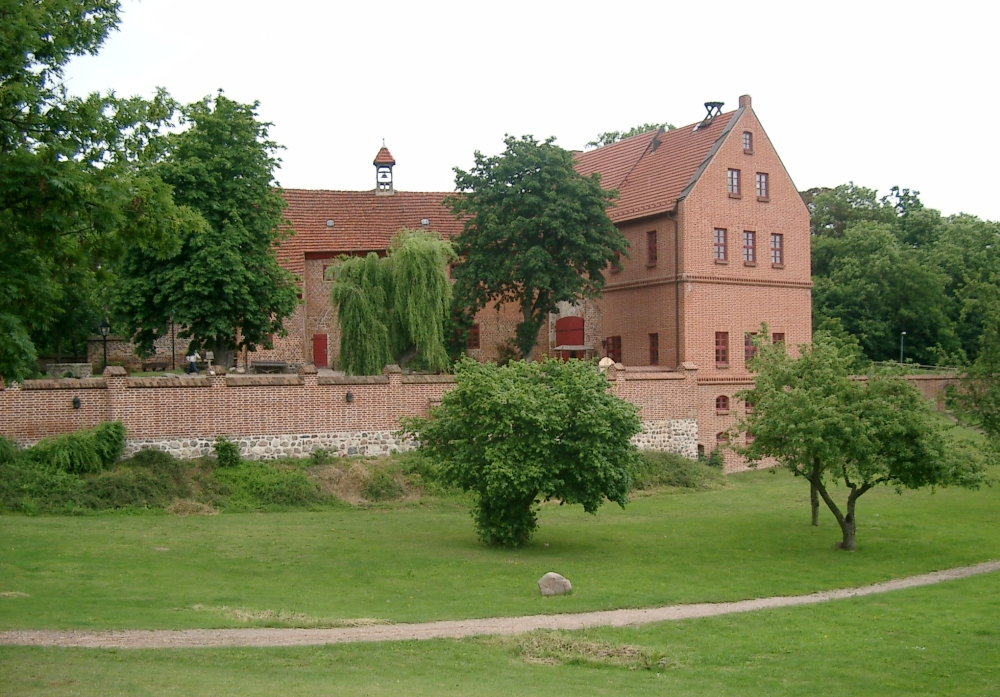
Borgen i Penzlin

Orten Pacelin omnämns för första gången 1170 i en urkund.  
Under 1200-talet tillhörde orten herrskapet Werle och fick stadsrättigheter av fursten  Nikolaus I av Werle (1263). 1436 kom staden till hertigdömet Mecklenburg (sedan 1701 till Mecklenburg-Schwerin).
Under 1800-talet färdigställdes chaussérna mot Waren och Neubrandenburg (1858) och 1885 anslöts staden till en järnväg som gick mellan Neubrandenburg och Parchim.

### Östtyska tiden och tyska återföreningen
Under DDR-tiden tillhörde Penzlin distriktet Waren inom länet Neubrandenburg (1952-1990).
Efter den tyska återföreningen  inkorporerades byn Alt Rehse  (2008), kommunerna  Groß Flotow, Groß Vielen, Marihn, Mollendorf (2009), Klein Luckow (2011) och Mallin (2012) i staden Penzlin.

### Befolkningsutveckling
Befolkningsutveckling  i Penzlin
Källa:,

## Vänort
Penzlin är vänort till den tyska staden Otterndorf.

## Sevärdheter

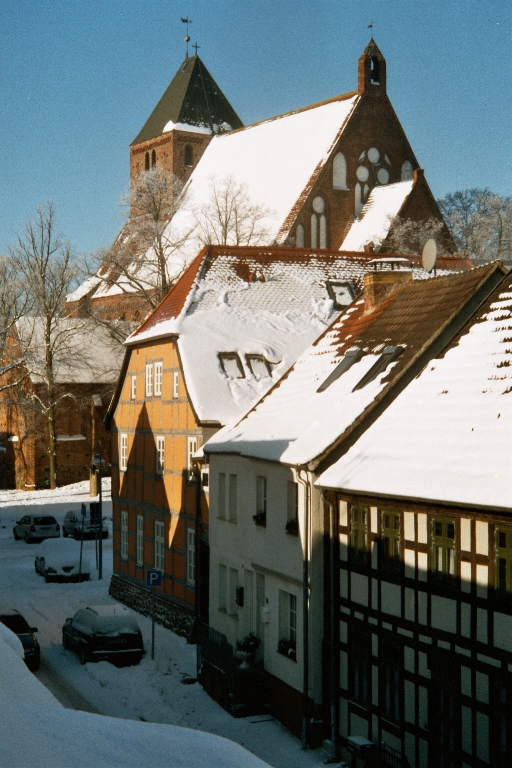
Mariakyrkan i Penzlin

- Mariakyrkan, gotisk kyrka från 1300-talet
- Den gamla borgen, borg från 1200-talet
- Penzlins museum, skildrar häxjakternas historia i landsdelen Mecklenburg

## Kommunikationer
Genom Penzlin går förbundsvägarna (tyska:Bundesstraße) B 192 och B 193.